# Мадалина (Азорские острова)
Мадали́на (порт. Ilhéus da Madalena) — группа островов в составе Азорских островов. Расположены в 1 км к западу от посёлка Мадалена на острове Пику. Включает 2 острова:
- Дейтадо высотой 52 метра;
- Пе высотой 59 метров.

Остатки подводного вулканического блока на сегодняшний день практически полностью уничтожены морской водой и действием тектонических сил. Глубина возле островов доходит до 20 м.
Флора представлена видами Sphacelaria plumula, Lithophylum incrustans и Pterocladia capilacea.
Фауна включает в себя морских птиц, окуней и рыбу-пилу.
Острова Мадалина являются природным заповедником. Добраться до них можно на лодках, которые курсируют из города Мадалена.